# Miranda, New South Wales
Miranda este o suburbie în Sydney, Australia.